# Jim Deines
James Arnold Deines (* 26. September 1962 in Springdale (Arkansas)) ist ein ehemaliger US-amerikanisch-französischer Basketballspieler.

## Laufbahn
Der 2,05 Meter messende Deines spielte von 1981 bis 1985 an der Arizona State University. Der Flügelspieler bestritt 112 Partien für die Hochschulmannschaft, seine beste Saison war das Spieljahr 1984/85, als Deines 8,6 Punkte und 6,3 Rebounds je Begegnung erzielte.
Deines wechselte als Berufsbasketballspieler nach Frankreich und stand von 1985 bis 1987 beim Zweitligisten Grenoble unter Vertrag. 1987 nahm er die französische Staatsbürgerschaft an. Ab 1987 spielte er für Antibes und erzielte für den Erstligisten in der Saison 1987/88 14,6 Punkte und 7,8 Rebounds pro Begegnung. 1991 wurde er mit Antibes französischer Meister, er erzielte im Meisterspieljahr 1990/91 im Schnitt 7,8 Punkte und 5,4 Rebounds je Partie. Im Juni 1991 nahm Deines mit der französischen Nationalmannschaft an der Europameisterschaft in Italien teil und brachte es im Turnierverlauf auf einen Punkteschnitt von 4,0 je Begegnung.
1993 verließ Antibes und ging zum Zweitligisten Straßburg. Mit der Mannschaft gelang ihm in der Saison 1993/94 der Aufstieg in die höchste Spielklasse Frankreichs. 1994/95 spielte er ebenfalls in Straßburg sowie anschließend von 1995 bis 1997 beim Erstligisten Levallois.